# شاه‌داماد دیلما
شاه‌داماد دیلما (فرانسوی: Le Coucher de la mariée ou Triste nuit de noces‎) فیلمی صامت و کوتاه در ژانر کمدی به کارگردانی ژرژ ملی‌یس و محصول سینمای فرانسه است که در سال ۱۸۹۹ منتشر شد. از بازیگران آن می‌توان به ژرژ ملی‌یس و میل برل اشاره کرد.
نسخه کامل این فیلم، گمشده است.